# Галчак Анна
Анна Галчак (нар. 11 квітня 1929, Меджилабірці) — українська письменниця.

## Біографія
Народилася 11 квітня 1929 року у Меджилабірцях (Словаччина). Писати почала ще в школі, проте ранні твори загинули в роки Другої світової війни.
З 1952 р. мешкала у Чертижному, потім у Гуменному, Липанах. У 1963 р. повертається з родиною у Межилабірці, працює інженером. Записує фольклор, успішно працює над новими творами.

## Творчий доробок
Автор збірок прозових творів
- «Лабірські оповідання» (1976),
- «Вдови і сироти» (1982);

поетичних творів
- «Окрилені мрії» (1979),
- «Балади» (1985);

книжки для дітей «Тисяча сонць» (1986).
Окремі видання:
- Галчак А. Тисяча сонць. — Пряшів: Словацьке педагогічне видавництво в Братиславі, 1986. — 60 с.